# Wiston, West Sussex
Wiston är en civil parish i Storbritannien.   Den ligger i grevskapet West Sussex och riksdelen England, i den södra delen av landet, 70 km söder om huvudstaden London. Antalet invånare är 221. Arean är 13,6 kvadratkilometer. Wiston gränsar till Ashington.
Terrängen i Wiston är platt åt nordost, men åt sydväst är den kuperad.